# دیزنی‌لند (توکیو)
دیزنی‌لند توکیو (به ژاپنی: 東京ディズニーランド, Tōkyō Dizunīrando) یک پارک موضوعی با مساحت ۱۱۵ هکتار در منطقه (اوریاسو، چیبا) در حومه شهر توکیو در ژاپن است. این پارک اولین پارکی بود که توسط شرکت دیزنی در خارج از ایالت متحده آمریکا ساخته شد و در ۱۵ آوریل ۱۹۸۳ افتتاح شد. همچنین این پارک با همان سبک دیزنی لند فلوریدا اما با اندکی تغییر ساخته شد و پارک‌های اطراف ان از جمله پارک‌های ابی مانند دیزنی سی فقط از ان دیزنی نیستند فقط زیر نظر دیزنی اداره می‌شوند.
این پارک دارای هفت منطقه موضوعی است: بازار جهانی؛ چهار سرزمین سنتی دیزنی: سرزمین ماجراجویی، سرزمین غربی، سرزمین عجایب و سرزمین فردا؛ و دو سرزمین کوچک: کشور مخلوق و تون تاون. بسیاری از این مناطق منعکس کننده مناطق اصلی دیزنی لند هستند زیرا بر اساس فیلم‌ها و فانتزی‌های آمریکایی دیزنی ساخته شده‌اند. سرزمین عجائب شامل پرواز پیتر پن، ماجراهای ترسناک سفید برفی و فیل پرنده دامبو، بر اساس فیلم‌ها و شخصیت‌های دیزنی است.
این پارک به خاطر فضاهای باز گسترده اش برای پذیرایی از جمعیت زیادی که از پارک بازدید می‌کنند مورد توجه قرار گرفته‌است. از سال ۲۰۱۹، دیزنی لند توکیو پربازدیدترین پارک موضوعی است. در ژاپن و سومین پارک موضوعی جهان پس از پادشاهی جادویی در دنیای والت دیزنی و پارک دیزنی لند در استراحتگاه دیزنی لند.

## فداکاری
به همه شما که به این مکان شاد می‌آیید، خوش آمدید. در اینجا سرزمین‌های مسحور شده فانتزی و ماجراجویی، دیروز و فردا را کشف خواهید کرد. باشد که توکیو دیزنی لند منبع ابدی شادی، خنده، الهام و تخیل برای مردم جهان باشد. و باشد که این پادشاهی جادویی نمادی ماندگار از روح همکاری و دوستی بین کشورهای بزرگ ژاپن و ایالات متحده آمریکا باشد.
- ای. کاردون واکر، ۱۵ آوریل ۱۹۸۳

## تاریخ
ایده یک دیزنی لند ژاپنی به اواخر دهه ۱۹۵۰ برمی گردد، زمانی که تاجر ژاپنی کونیزو ماتسوئو با ایده پارک دیزنی در نارا به والت دیزنی نزدیک شد. در حالی که شایعه شده‌است که والت در ابتدا با این ایده موافقت کرده بود، اما بعداً از آن صرف نظر کرد. ماتسوئو که هنوز مصمم به افتتاح پارک خود با مضمون دیزنی است، Nara Dreamland را در سال ۱۹۶۱ افتتاح کرد، تقریباً یک کپی از Disneyland به جز بدون شخصیت‌های دیزنی یا مالکیت معنوی. این پارک تا سال ۱۳۸۵ به فعالیت خود ادامه داد.
ماساتومو تاکاهاشی با ایده توکیو دیزنی لند در اوت ۱۹۷۸ به تولیدات والت دیزنی نزدیک شد. با توجه به موفقیت Disney World در فلوریدا، این ایده خوب به نظر می‌رسید. به دلیل این موفقیت، دیزنی و تاکاهاشی مذاکره کردند و قرارداد اولیه برای ساخت دیزنی لند در استان چیبا در آوریل ۱۹۷۹ امضا شد. مهندسان و معماران ژاپنی از کالیفرنیا بازدید کردند تا از دیزنی لند بازدید کنند و برای ساخت پارک جدید آماده شوند. ساخت این پارک یک سال بعد آغاز شد و صدها خبرنگار به عنوان نشانه ای از انتظارات بالای پارک در آینده پوشش دادند. هزینه نهایی دیزنی لند توکیو ۱۸۰ میلیارد ین به جای ۱۰۰ میلیارد ین پیش‌بینی شده بود.
در ۲۸ فوریه ۲۰۲۰، دیزنی تعطیلی موقت دیزنی لند و دیزنی سی توکیو را از ۲۹ فوریه برای مبارزه با پاندمی کووید-۱۹ اعلام کرد. بسته شدن، که در ابتدا قرار بود در اواسط مارس منقضی شود، بعداً دو بار تمدید شد که آخرین تمدید آن تا ۱ ژوئیه ۲۰۲۰ بود.